# Carla Voltolina
Carla Voltolina, vedova Pertini (Torino, 14 giugno 1921 – Roma, 6 dicembre 2005), è stata una giornalista e partigiana italiana, consorte del presidente della Repubblica Italiana Sandro Pertini, in carica dal 9 luglio 1978 al 29 giugno 1985.

## Biografia
Figlia di Luigi, ufficiale dell'esercito italiano originario di Chioggia, e di Rosa Barberis, di Piovà Massaia (AT), ebbe due sorelle, Laura e Luisa e un fratello, Umberto, nato nel 1940; a sei anni venne iscritta dal padre ad un corso di nuoto, sport nel quale vinse alcuni trofei gareggiando con la squadra giovanile della Juventus. Faceva sport e studiava, ma dovette lasciare la facoltà di scienze politiche dell'Università di Torino a causa dello scoppio della seconda guerra mondiale.

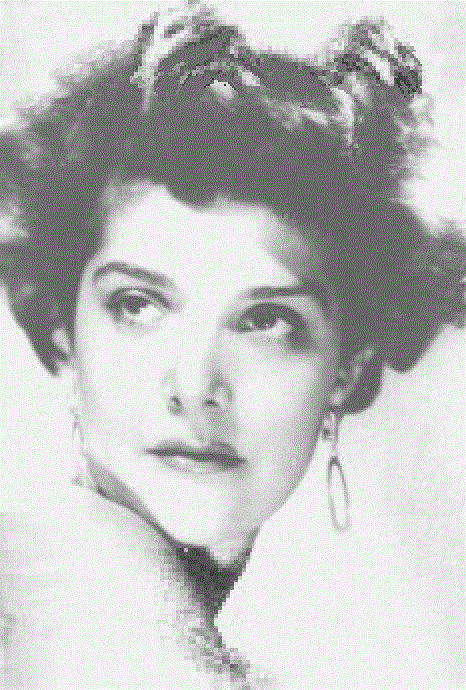
Carla Voltolina

Dopo l'8 settembre 1943, si unì alla Resistenza come staffetta nelle formazioni Matteotti prima a Torino e poi nelle Marche. Arrestata dalle SS durante un rastrellamento, riuscì a evadere grazie alla collaborazione di un medico. Nella Roma occupata dai tedeschi collaborò con il responsabile della stampa clandestina socialista Eugenio Colorni; dopo la liberazione della città, proseguì il suo impegno nella guerra di liberazione trasferendosi nel nord Italia ancora occupato e, durante questo periodo, incontrò Sandro Pertini il quale era stato inviato in quelle zone come rappresentante del Comitato di Liberazione Nazionale. Pertini era all'epoca già molto noto dopo aver subito anni di prigionia sotto il regime e poi, in esilio, aveva sempre combattuto il fascismo. L'incontro avvenne a Milano, in via Modena, nell'abitazione dell'avvocato Arialdo Banfi. Vissero insieme per due anni e l'8 giugno 1946, nella nuova Repubblica Italiana, si sposarono con il solo rito civile.

Carla Voltolina in piazza Duomo a Milano nel gennaio 1945

Andarono ad abitare a Roma in un appartamento messo a loro disposizione da Leonida Repaci; in seguito si trasferirono in un appartamento all'EUR appartenente ad un gruppo di case costruite per i deputati, poi a Montecitorio, ai tempi della presidenza della Camera e infine in una mansarda di soli 35 metri quadri a Fontana di Trevi, in via di Trevi 86. Subito dopo il matrimonio la Voltolina intraprese l'attività giornalistica; iscritta all'Albo dei giornalisti dal 1945, collaborò con Il Lavoro di Genova e con la rivista Noi donne; realizzò alcune inchieste, ad esempio quella con la senatrice socialista Lina Merlin sulla prostituzione in Italia dalla quale seguì il libro Lettere dalle case chiuse, e contribuì alla chiusura delle case di tolleranza.

La carriera giornalistica, in cui si era specializzata in inchieste e resoconti parlamentari, si interruppe quando nel 1968 Pertini venne eletto presidente della Camera; non sarebbe stato più corretto comporre resoconti parlamentari dato il nuovo ruolo del marito, così abbandonò il giornalismo. Gli incarichi del marito la portarono - anni dopo - anche a rifiutare la carica di presidente della Croce Rossa, spiegando: 
Decise allora di riprendere gli studi universitari interrotti durante la guerra e, a 51 anni, riprese a frequentare l'università, prendendo una prima laurea in scienze politiche presso l’Istituto "Cesare Alfieri" di Firenze (dove il marito si era laureato nel 1924), con una tesi sui ricoveri per anziani in Italia e cinque anni dopo, conseguì una seconda laurea in scienze sociali con specializzazione in psicologia presso la facoltà di Magistero dell’Università di Torino, presentando una ricerca sulla situazione degli operai nelle fabbriche.
È stata attiva presso il Servizio farmacodipendenza e alcolismo del Policlinico Gemelli di Roma, presso l'Ente ospedaliero Monterverde di Roma e presso il Servizio diagnosi e cura psichiatrica di Santa Maria Nuova a Firenze, dove fu anche psicoterapeuta volontaria, attività che svolse anche a Prato e per la quale ottenne come onorificenza la consegna delle chiavi della città nel 1999.
Fino alla sua scomparsa è stata iscritta al distretto militare di Roma in qualità di "combattente decorata con Croce di guerra" per il suo impegno nella Resistenza. Il 23 settembre 2002, su sua ispirazione, venne costituita a Firenze, la Fondazione Sandro Pertini. Dal giorno della morte del marito si è fatta chiamare Carla Pertini, cosa che precedentemente aveva sempre rifiutato, usando il nome di ragazza.
Nel 2003 donò la Fiat 500 del marito immatricolata nel 1962 al Museo dell'automobile di Torino. Morì il 6 dicembre 2005 e come ultime volontà chiese di essere cremata. Le sue ceneri furono sepolte a fianco della tomba del marito, nel cimitero di Stella.

## Controversie
Film biografico su Pertini

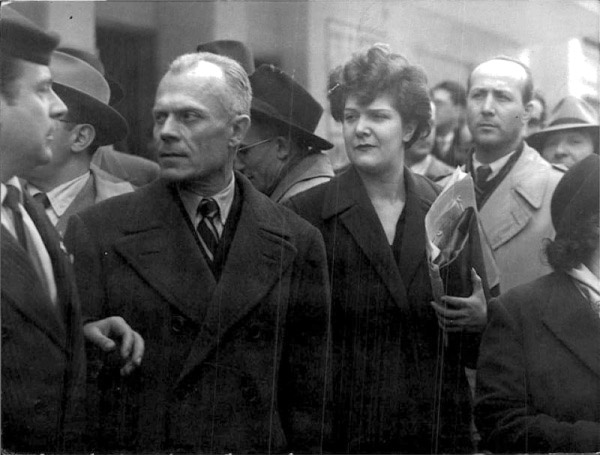
Carla Voltolina con il marito, Sandro Pertini, a Milano, nei giorni della Liberazione (aprile 1945).

Nel 1993 Carla Voltolina bloccò per ragioni personali la messa in onda del film tv Ci sarà un giorno prodotto da Sandro Parenzo, scritto da Vittorio Bonicelli e diretto da Franco Rossi per RaiDue; un film realizzato per celebrare la figura del marito scomparso tre anni prima. Il ruolo del protagonista era stato affidato ad un giovane Maurizio Crozza mentre Carla Signoris interpretava Matilde Ferrari, detta Mati, la giovane fidanzata di Pertini rimasta in patria, mentre lui era rifugiato in Francia, che lo aspettò per 18 anni prima di rinunciarvi. Altri interpreti furono Luigi Petrucci, Ivano Marescotti e Augusto Zucchi. Il film fu trasmesso una sola volta su Rai 3 nella notte del 31 maggio 2003, e fu visto da circa 34 000 telespettatori. 
(Giampaolo Sodano, allora direttore di RaiDue)
 In seguito alla campagna di stampa del quotidiano Il Secolo XIX, si ottenne il via libera da parte del dirigente Rai Antonio Marano e il film fu recuperato, essendo trasmesso sul canale digitale Rai Storia, il 24 febbraio 2010 alle 21, nel ventennale della morte di Sandro Pertini.
Visita del papa
In un articolo di poche righe nella sezione della cronaca del 17 luglio 1990, il giornale Il Secolo XIX riporta la notizia che a febbraio di quell'anno, ricoverato al Policlinico Umberto I di Roma, Pertini avrebbe chiesto in punto di morte di vedere l'amico papa Giovanni Paolo II, ma l'entourage dell'ex presidente — soprattutto la moglie Carla — considerandolo inopportuno, si sarebbe opposto. La circostanza viene confermata, dopo 17 anni, da Arturo Mari, da 27 anni il fotografo ufficiale del quotidiano L'Osservatore Romano al seguito del Papa nel suo libro Arrivederci in Paradiso. I fatti vennero però smentiti categoricamente sia da Carla Voltolina che querelò il quotidiano genovese, ma anche dal vice presidente della Fondazione Pertini di quel periodo, Piero Pierri il quale, oltre a riferire che Carla Voltolina non si era mai opposta alla rispettosa amicizia instaurata tra suo marito e il Papa, sostenne che si era fatta confusione con l'episodio del 23 marzo 1987 quando, dopo aver partecipato ai funerali del generale dell'aviazione Licio Giorgieri, Pertini ebbe un malore e, ricoverato nel reparto di rianimazione del policlinico romano, per divieto medico in seguito alla condizione d'incoscienza del paziente, non poté ricevere la visita del pontefice che si era recato all'ospedale.

## Eredità

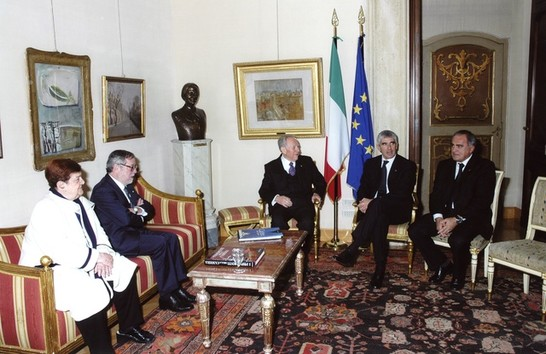
Presentazione del volume "Sandro Pertini. Discorsi parlamentari 1945 - 1976", Carla Voltolina con Pier Ferdinando Casini, Giovanni Maria Flick e Carlo Azeglio Ciampi

Carla Voltolina raccolse materiale suo e del marito dando vita all'archivio della Fondazione Pertini, di cui fu presidente tra il 1995 e il 2002, archivio suddiviso in quattro sezioni: una riguardante i messaggi di cordoglio ricevuti dalla vedova da parte delle autorità, associazioni e istituti di cultura, personalità della cultura, enti locali, partiti politici, sindacati, scuole o singoli cittadini (1990), una raccolta di documenti commemorativi sull'inaugurazione del museo Pertini a Savona e del fondo presso l'Università degli Studi di Siena (furono donati 600 volumi), l'intitolazione di vie, piazze, scuole e parchi a Sandro Pertini, i francobolli, i premi e le iniziative di commemorazione degli studenti (1999-2000), la corrispondenza privata e una raccolta di documenti personali sugli anziani, la condizione femminile, la droga, Sigmund Freud e altri materiali collegati ai suoi studi di psicologia (1955-1995) e la corrispondenza come presidente dell'associazione (1995-2000). L'archivio venne poi donato alla Fondazione di studi storici Filippo Turati di Firenze (appartenente al sistema archivistico del MiBAC) il 27 febbraio 2015.

## Riconoscimenti
- Il 18 aprile 2004 ricevette dal sindaco Antonio Galli, durante una seduta straordinaria del consiglio comunale, la cittadinanza onoraria di Campo nell'Elba. In quel comune, dal 13 novembre 1931 al 9 settembre 1935, nel reclusorio di Pianosa, fu detenuto politico in quanto antifascista, suo marito; nell'assemblea fu costituito, su proposta del professore Luciano Vizzoni, il Circolo culturale Sandro Pertini dell'Elba[23] con Stefano Bramanti presidente e Diomira Pertini (la nipote di Sandro Pertini) presidente onoraria. Il Comune dedicò al marito anche una piazza Pertini, con tanto di monumento realizzata dallo scultore Luca Landi.
- Le è stato dedicato il libro edito da Arcipelago Edizioni Io amavo il mare, lui la montagna. Ritratto di Carla Voltolina Pertini a cura di Stefano Rolando in collaborazione con Anna Celadin e Renato Bragaglio, con la prefazione di Giuliano Pisapia[24].
- È stata tra le personalità femminili a essere intervistate dalla scrittrice Paola Severini Melograni nel suo libro Le mogli della Repubblica.